# Orquesta Sinfónica del Estado Mérida
Orquesta Sinfónica del Estado Mérida (OSEM) es la orquesta Sinfónica que tiene como sede y se desempeña en Mérida, Mérida, Venezuela. Declarada Patrimonio Inmaterial de la Nación desde el 5 de junio de 2024.
Es una institución sin fines de lucro con el fin de promover el desarrollo de las actividades musicales, en especial aquellas vinculadas a la música sinfónica y de cámara, con el fin de contribuir al enriquecimiento cultural y espiritual de los pobladores del Estado Mérida y el resto del país. la principal misión de la fundación es convertirnos en un ente organizativo eficiente para la promoción, organización y desarrollo de la actividad cultural en general y la música en particular, para convertir las mismas, en actividades donde participen masivamente los miembros de las comunidades.

## Historia
Desde su creación, en el año 1991, ha contribuido con el impulso del movimiento musical Merideño, a través de una actividad artística y pedagógica constante. En 1999, la OSEM fue designada PATRIMONIO CULTURAL DEL ESTADO MÉRIDA.
Su director fundador, Maestro Amílcar Rivas, signó las bases para su desarrollo artístico. Entre 1994 y 1997, por la dirección musical del Maestro Sergio Bernal, amplio el repertorio con diversos estilos de música sinfónica universal y latinoamericana. Entre 1998 y 2001, la OSEM fue dirigida por el Maestro Felipe Izcaray, quien abordo repertorio de envergadura, inicio el programa de extensión comunitaria, que ahora forma parte fundamental del proyecto artístico que ejecuta la orquesta. Desde 2004 hasta el 2013, el Maestro Cesar Iván Lara, emprendió un proceso de consolidación institucional y artística que permitió, a corto plazo, el fortalecimiento de una de las agrupaciones sinfónicas de mayor trascendencia de Venezuela.
Entre  el año 2014  y 2015 asume la Dirección Musical el Maestro Francés Christophe Talmont que con su magistratura musical afianza  en la OSEM la música plenamente clásica y lírica, permitiendo el crecimiento musical en los integrantes; posteriormente  a finales  del año 2015 hasta mediados del 2017 el Maestro Miguel Antonio Pineda Záccara toma la batuta de la OSEM y con su conocimiento  realiza la integración artística con otros medios musicales, teniendo como frutos  eventos magistrales  de impulso para la institución, a mediados del año 2017 asume como Director Encargado el Maestro Joel Pérez quien apertura y afianza la alianza con otros  profesores y maestro para continuar con la formación  como directores invitados  a la OSEM y desde el mes de noviembre 2018 toma posesión como Director Musical OSEM  el Maestro Steven Rojas quien paulatinamente quien formo a la OSEM en diversos  aspectos, con nuevos  repertorio de envergadura, asimismo continua  impartiendo  desde su profesionalismo  la muisca  sinfónica, acompañada  con otras manifestaciones artísticas  dando un ambiente de frescura y modernización a la institución. 
A la distancia de treinta y tres (33) años desde su fundación, la Fundación Orquesta Sinfónica del Estado Mérida (OSEM) no puede obviar el empeño de tantas personas y la presencia de instituciones que han asumido el cultivo de la música sinfónica en Mérida. En una ciudad universitaria y en un estado con una accidentada geografía, la OSEM ha intentado estar presente en los más recónditos lugares del Estado Mérida e incluso cuenta en sus planes y en su propia historia, caminos andados con éxito más allá de los límites del Estado.
Semillero de músicos y lugar de encuentro con excelentes directores y cultores del arte, la OSEM guarda en su trayectoria un número importante de estrenos en Mérida, en Venezuela e incluso en el mundo. Esta modesta pero notable contribución para el quehacer sinfónico del país permite exhibir con satisfacción una tarea cumplida y el esfuerzo sostenido para seguir realizando una labor que permita a Mérida y los merideños reconocer en la OSEM un patrimonio cultural que amerita ser cuidado y valorado como producto del esfuerzo de muchos y la concertada participación de las instituciones que hacen vida en Mérida y Venezuela.
Durante los últimos años y bajo la conducción de destacados directores, la OSEM ha realizado numerosos conciertos sinfónicos, pedagógicos y comunitarios. Producto de ese esfuerzo y dedicación, la OSEM tiene en su haber una grabación discográfica dedicada a la música venezolana. Enmarcado en un proyecto cultural integral, la OSEM ha prestado su apoyo  a diversas instituciones que hacen vida  en nuestro país. Contribución modesta pero significativa en la construcción de una identidad con el entorno merideño y la humanidad desde la magia que provee la universalidad de la música como expresión sublime de lo humano. Para todos los miembros de la FOSEM, la posibilidad de hacer de la música un espacio para el encuentro de viejos amigos y la creación de nuevos vínculos entre extraños, es un paso más en su contribución al desarrollo armónico de una ciudad y un estado como Mérida.La FOSEM les invita muy cordialmente a acercarse a la experiencia de ser parte de una institución que anhela y espera hacer del cultivo de la música sinfónica una oportunidad más para aprender y cultivar el espíritu humano. Con ese compromiso, la FOSEM mira al futuro con la alegría de construir bienestar para todos.